# Canal São Gonçalo

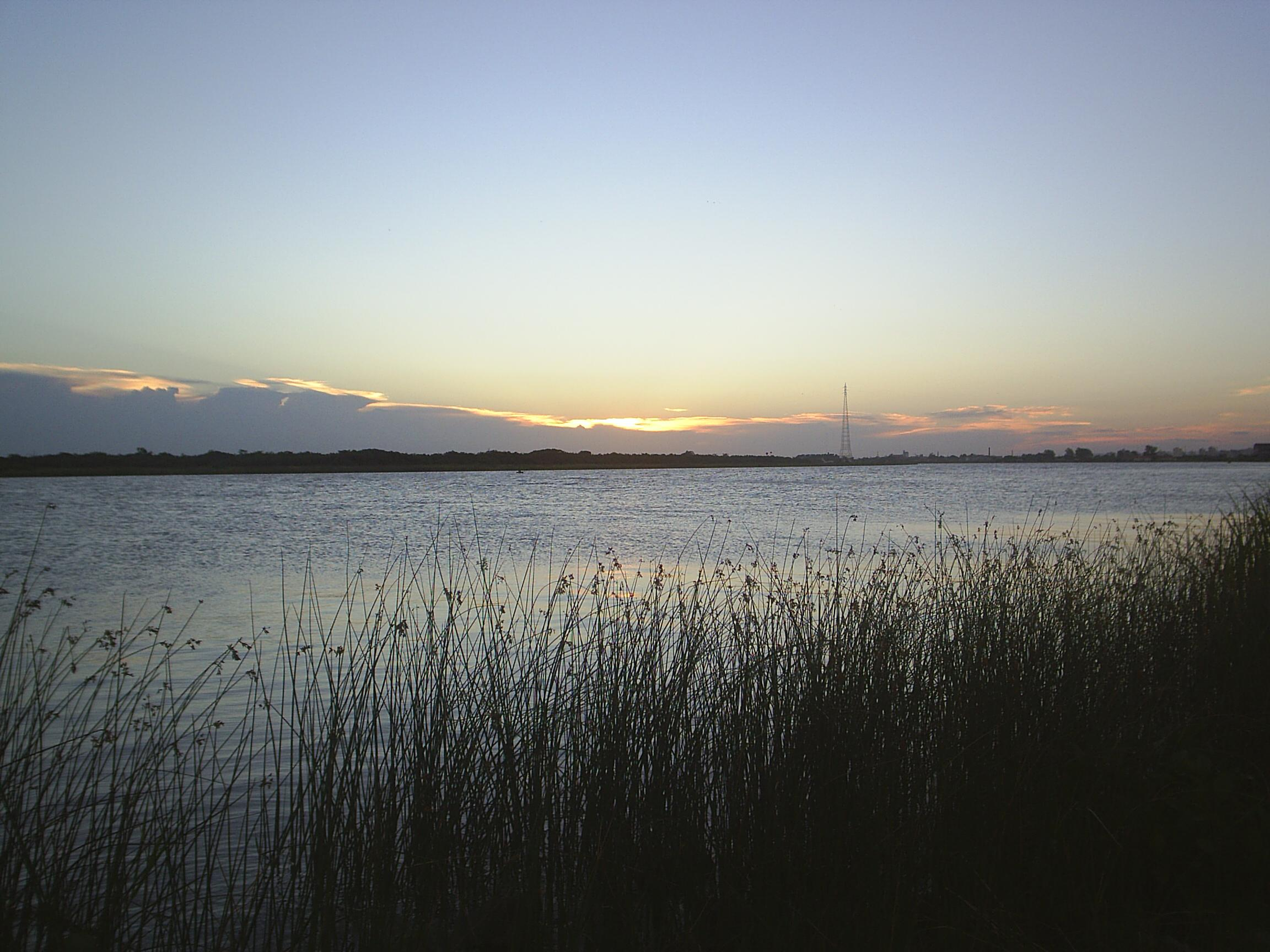
Margem do canal

O canal São Gonçalo é uma via fluvial brasileira que faz a ligação entre a lagoa Mirim e a laguna dos Patos, tendo uma extensão de 76 km. Seu principal afluente é o rio Piratini. É considerado um canal e não um rio porque, ao contrário deste, as suas águas não correm naturalmente sempre no mesmo sentido, pois a corrente depende do nível de água de cada uma das lagoas cuja ligação faz. Se o maior nível de água for da Lagoa Mirim, as águas correm no sentido da Lagoa dos Patos e vice-versa.
O fluxo natural foi, no entanto, modificado pela Barragem do Centurião, construída em 1977 com o objetivo de impedir a intrusão das águas do mar para a Lagoa Mirim e, assim, garantir a fonte de água potável para as cidades de Rio Grande e Pelotas, bem como prevenir prejuízos às lavouras de arroz em torno da lagoa Mirim. A barragem ajuda ainda a evitar enchentes. Os projetos de abastecimento de água das duas cidades foram elaborados inicialmente por Saturnino de Brito.
Posteriormente ampliados, na década de 1970,  pelos Engenheiros Jorge Rios e Saturnino de Brito Filho que criaram a Barragem e a  Eclusa  do Canal de São Gonçalo.
Por esse motivo, as águas correm da Mirim para a lagoa dos Patos em 70% do tempo, somente se invertendo o fluxo por causa de eventual estiagem (normalmente de novembro a maio).
No trecho entre a cidade de Pelotas e a sua foz, apresentava diversos trechos dragados para permitir um calado de acesso ao porto de Pelotas.
Interessante o fato do atual Arroio Pelotas desembocar na parte final do Canal São Gonçalo. No século XIX, o Arroio Pelotas era o principal meio de transporte das pessoas escravizadas (escravos) nas charqueadas localizadas às suas margens. Eles utilizavam embarcações feitas de couro em forma de pelota. Daí o surgimento do atual nome da cidade de Pelotas.
Durante a Revolução Farroupilha foi um importante obstáculo natural, constituindo por algum tempo a fronteira entre o território imperial e farrapo.